# Jan Frey
Jan Antoni Frey, Johannes Frey (ur. 17 maja 1711 w Braniewie, zm. 4 stycznia 1784 w Braniewie) – warmiński rzeźbiarz i snycerz, twórca oryginalnej stylistyki późnobarokowej rzeźby warmińskiej, tworzący w latach 1730–1760.

## Życiorys
Jan Antoni Frey urodził się 17 maja 1711 roku w rodzinie Jacoba Johanna i Elisabeth Hornki. 9 września 1725 rozpoczął naukę w braniewskim gimnazjum (Collegium Hosianum). 26 czerwca 1738 zawarł w Braniewie związek małżeński z Elisabeth Fischer. Mieli czworo dzieci, spośród których wieku dorosłego dożyła tylko najstarsza córka (która zmarła bezpotomnie).

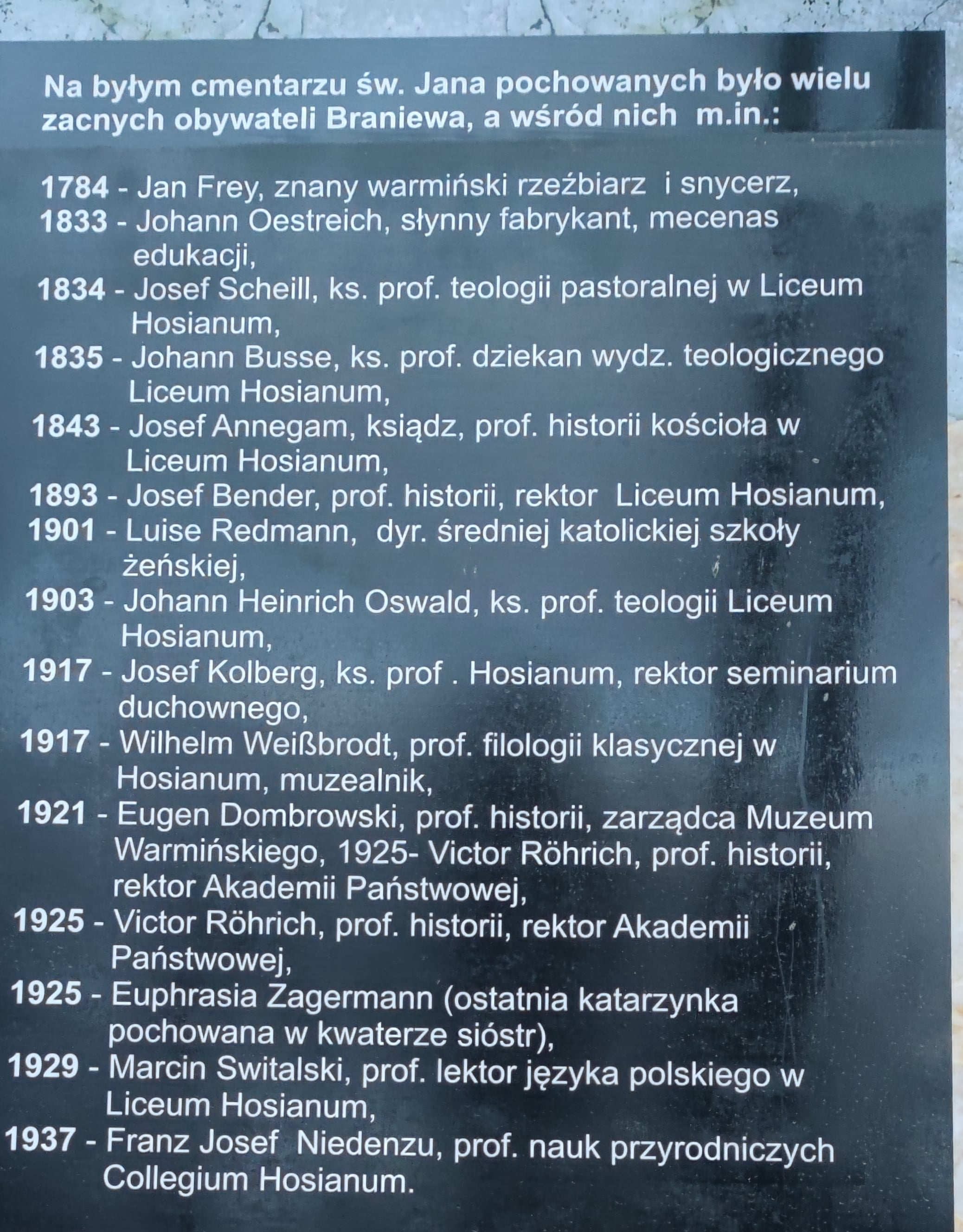
Tablica upamiętniająca m.in. Jana Freya na cmentarzu św. Jana

Przybliżony czas jego działalności obejmuje lata około 1735–1760. 
W pierwszej połowie XVIII w. daje się zaobserwować na Warmii wzmożony ruch fundatorski, wynikający z potrzeby naprawienia zniszczeń dokonanych przez Szwedów w czasie III wojny północnej. Biskupi warmińscy dysponowali pokaźnymi funduszami pochodzącymi z uposażenia, które dawało im siódmą pozycję wśród wszystkich biskupstw polskich, zatem działalność Jana Freya to przede wszystkim sztuka sakralna. Zmarł 4 stycznia 1784. Pochowany został 8 stycznia 1784 na średniowiecznym cmentarzu św. Jana w Braniewie.

## Twórczość

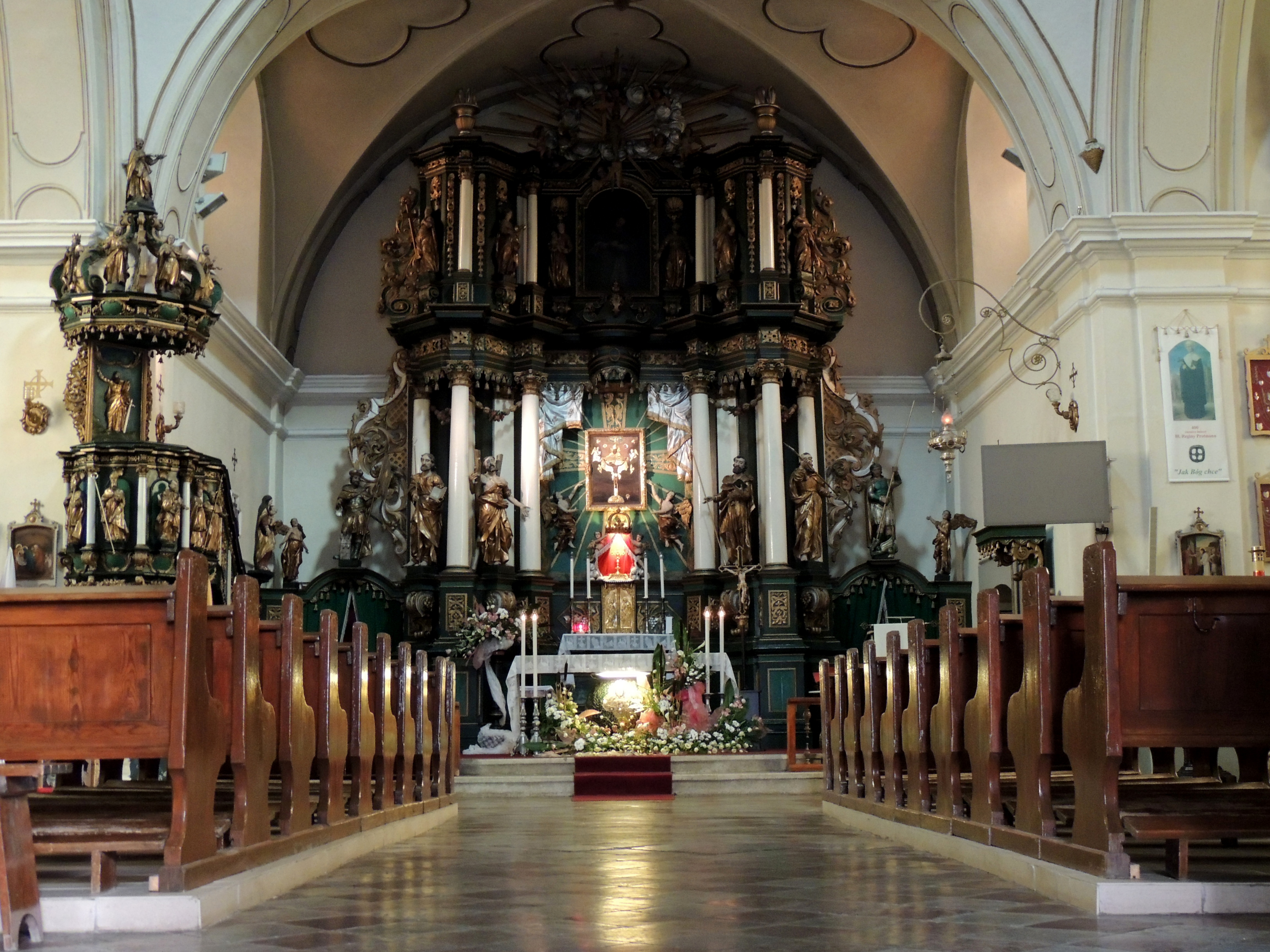
Ambona w kościele św. Krzyża w Braniewie autorstwa Jana Freya

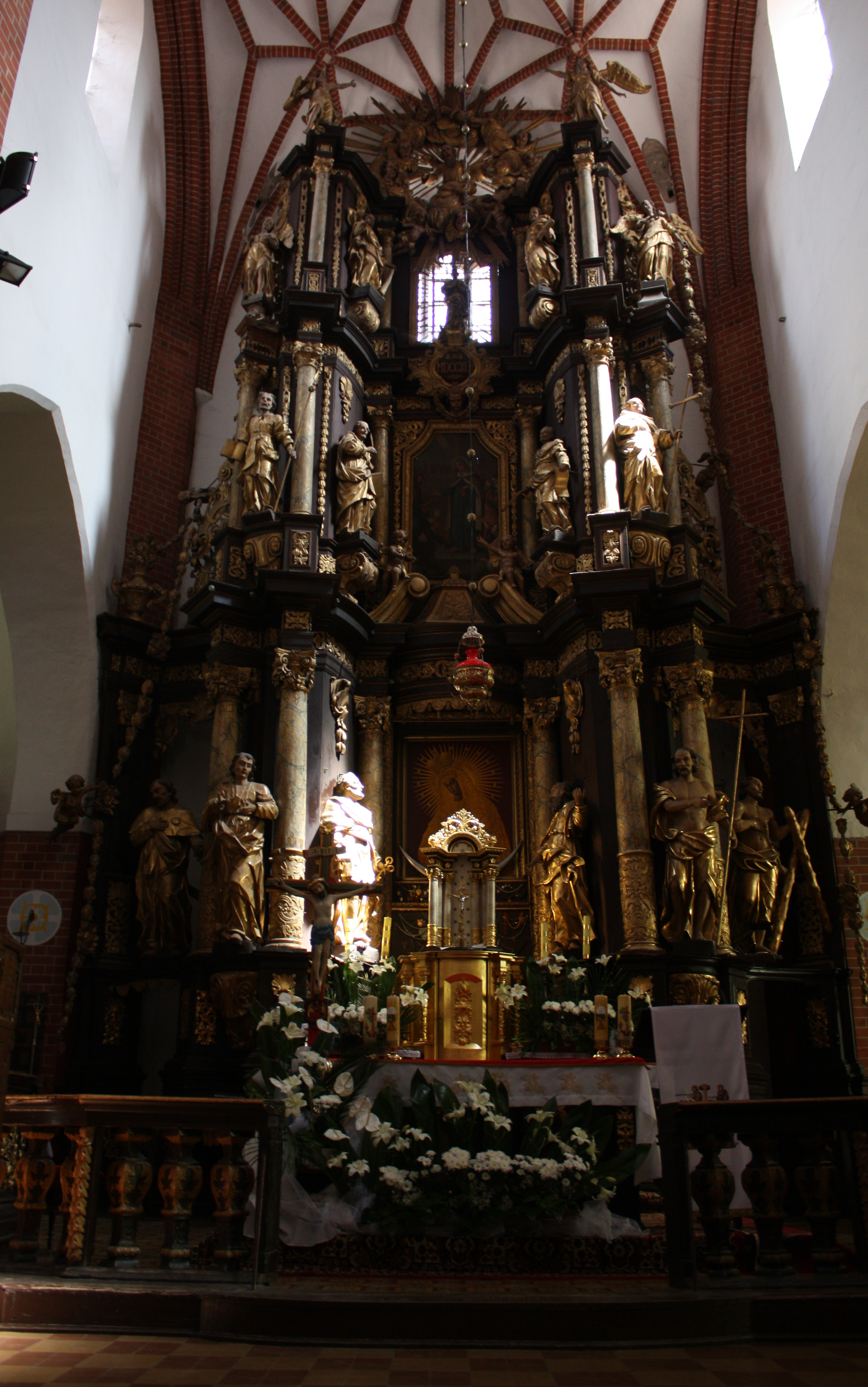
Wnętrze kościoła św. Jana Chrzciciela w Ornecie (razem z Janem Christianem Schmidtem)

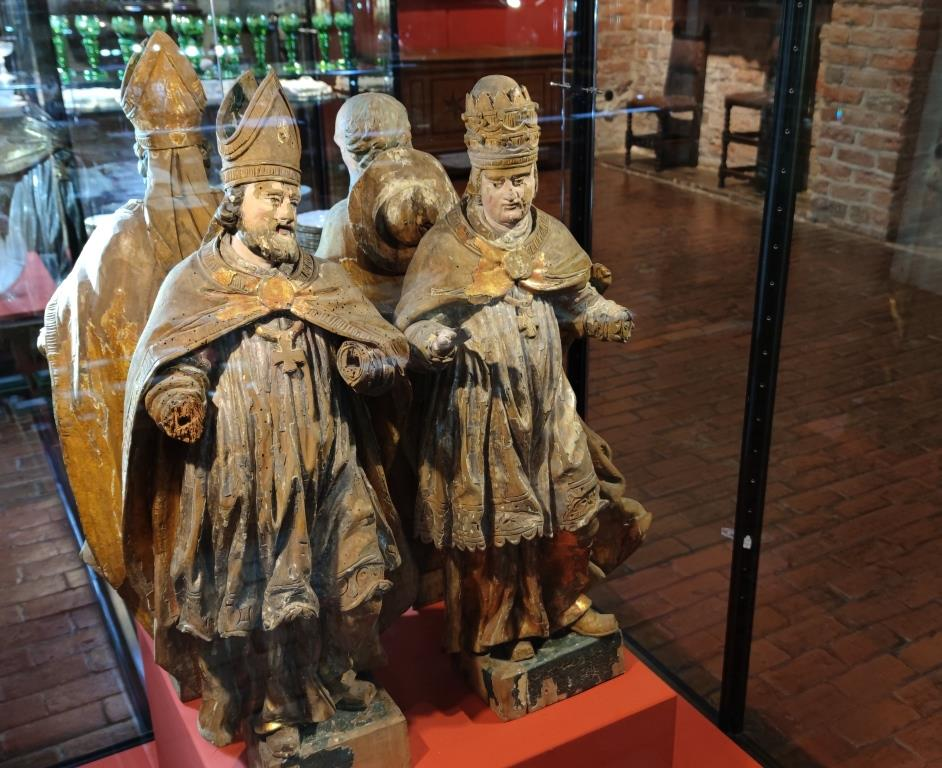
Rzeźby Ojców Kościoła – św. Augustyn, św. Hieronim, św. Ambroży, św. Grzegorz (pierwotnie w kościele Nawiedzenia Najświętszej Maryi Panny w Błudowie)

- Do wczesnych prac Jana Freya należą wykonane w 1734 wraz z Janem Schmidtem Kapliczki różańcowe z piaskowca przy drodze z Reszla do Świętej Lipki. Następnie przypisywane są mu m.in. takie działa jak:
- 1735: ambona w kościele św. Krzyża w Braniewie
- 1740: późnobarokowa ambona dla kościoła w Kiwitach[1]
- Ambona w kościele w Błudowie (dziś w Młynarach)
- 1740: ołtarz Świętej Rodziny w Ornecie (razem z Janem Christianem Schmidtem)
- 1744: ambona w kościele św. Jana Chrzciciela w Ornecie
- 1745: ołtarz św. Józefa w kościele św. Jana Chrzciciela w Ornecie
- 1745: ołtarz w katolickim kościele parafialnym w Bażynach
- 1750: ołtarz Trójcy w kościele katolickim w Braniewie
- 1753: wykonał rzeźby dla nowego ołtarza głównego w kościele św. Katarzyny w Braniewie

Cztery figury świętych dłuta Jana Freya są eksponowane (rok 2021) w Muzeum Mikołaja Kopernika we Fromborku (zdjęcie obok).